# Toni Sawewski
Toni Savevski (mac. Тони Савевски, ur. 14 czerwca 1963 w Bitoli) – macedoński piłkarz grający na pozycji bocznego pomocnika. W swojej karierze rozegrał 8 meczów w reprezentacji Macedonii. Wystąpił też w 2 meczach reprezentacji Jugosławii.

## Kariera klubowa
Karierę piłkarską Savevski rozpoczął w klubie FK Pelister. Grał w niej w młodzieżowych drużynach, a następnie podjął treningi w Vardarze Skopje. W 1980 roku awansował do kadry pierwszej drużyny i w sezonie 1980/1981 zadebiutował w niej w pierwszej lidze jugosłowiańskiej. Od czasu debiutu był podstawowym zawodnikiem Vardara. W Vardarze grał do końca 1988 roku. W klubie tym rozegrał łącznie 181 ligowych meczów, w których strzelił 10 goli.
Na początku 1989 roku Savevski odszedł z Vardaru i podpisał kontrakt z AEK Ateny. W AEK, podobnie jak w Vardarze, był podstawowym zawodnikiem. Swój pierwszy sukces w Grecji osiągnął w sezonie 1988/1989, gdy wywalczył mistrzostwo Grecji. Latem 1989 sięgnął po Superpuchar Grecji, a w 1990 roku – po Puchar Ligi Greckiej. Wraz z AEK jeszcze trzykrotnie był mistrzem kraju – w latach 1992, 1993, 1994. Zdobył trzy Puchary Grecji w latach 1996, 1997, 2000 i jeszcze jeden superpuchar (1996). W AEK grał do końca swojej kariery, czyli do końca sezonu 2000/2001. W barwach AEK rozegrał 356 spotkań i zdobył 51 bramek w Alpha Ethniki.
| Sezon   | Klub          | Kraj       | Rozgrywki     | Mecze | Bramki |
| ------- | ------------- | ---------- | ------------- | ----- | ------ |
| 1980/81 | Vardar Skopje | Jugosławia | Prva liga     | 19    | 0      |
| 1981/82 | Vardar Skopje | Jugosławia | Prva liga     | 20    | 1      |
| 1982/83 | Vardar Skopje | Jugosławia | Prva liga     | 13    | 0      |
| 1983/84 | Vardar Skopje | Jugosławia | Prva liga     | 29    | 2      |
| 1984/85 | Vardar Skopje | Jugosławia | Prva liga     | 30    | 0      |
| 1985/86 | Vardar Skopje | Jugosławia | Prva liga     | 30    | 0      |
| 1986/87 | Vardar Skopje | Jugosławia | Prva liga     | 33    | 1      |
| 1987/88 | Vardar Skopje | Jugosławia | Prva liga     | 27    | 3      |
| 1988/89 | Vardar Skopje | Jugosławia | Prva liga     | 13    | 4      |
| 1988/89 | AEK Ateny     | Grecja     | Alpha Ethniki | 17    | 6      |
| 1989/90 | AEK Ateny     | Grecja     | Alpha Ethniki | 34    | 5      |
| 1990/91 | AEK Ateny     | Grecja     | Alpha Ethniki | 34    | 7      |
| 1991/92 | AEK Ateny     | Grecja     | Alpha Ethniki | 29    | 3      |
| 1992/93 | AEK Ateny     | Grecja     | Alpha Ethniki | 33    | 4      |
| 1993/94 | AEK Ateny     | Grecja     | Alpha Ethniki | 31    | 4      |
| 1994/95 | AEK Ateny     | Grecja     | Alpha Ethniki | 23    | 3      |
| 1995/96 | AEK Ateny     | Grecja     | Alpha Ethniki | 31    | 2      |
| 1996/97 | AEK Ateny     | Grecja     | Alpha Ethniki | 33    | 4      |
| 1997/98 | AEK Ateny     | Grecja     | Alpha Ethniki | 32    | 5      |
| 1998/99 | AEK Ateny     | Grecja     | Alpha Ethniki | 25    | 7      |
| 1999/00 | AEK Ateny     | Grecja     | Alpha Ethniki | 31    | 2      |
| 2000/01 | AEK Ateny     | Grecja     | Alpha Ethniki | 3     | 0      |

## Kariera reprezentacyjna
W reprezentacji Jugosławii Savevski zadebiutował 24 sierpnia 1988 w wygranym 2:0 towarzyskim meczu ze Szwajcarią. W kadrze Jugosławii rozegrał łącznie 2 spotkania. Wcześniej, w 1988 roku, wystąpił na Igrzyskach Olimpijskich w Seulu.
Po rozpadzie Jugosławii Savevski zaczął grać w reprezentacji Macedonii. Zadebiutował w niej 12 października 1994 roku w przegranyn 0:2 meczu eliminacji do Euro 96 z Hiszpanią. W barwach Macedonii grał też w eliminacjach do Euro 2000 i MŚ 2002. W kadrze Macedonii od 1994 do 2000 roku rozegrał łącznie 8 meczów.
| Mecze i gole w reprezentacji | Mecze i gole w reprezentacji | Mecze i gole w reprezentacji | Mecze i gole w reprezentacji | Mecze i gole w reprezentacji | Mecze i gole w reprezentacji | Mecze i gole w reprezentacji |
| #                            | Data                         | Stadion                      | Rywal                        | Wynik                        | Gol                          | Rozgrywki                    |
| Jugosławia                   | Jugosławia                   | Jugosławia                   | Jugosławia                   | Jugosławia                   | Jugosławia                   | Jugosławia                   |
| 1988                         | 1988                         | 1988                         | 1988                         | 1988                         | 1988                         | 1988                         |
| ---------------------------- | ---------------------------- | ---------------------------- | ---------------------------- | ---------------------------- | ---------------------------- | ---------------------------- |
| 1.                           | 24.08.1988                   | Lucerna, Szwajcaria          | Szwajcaria                   | 2:0                          | 0                            | towarzyski                   |
| 1989                         |                              |                              |                              |                              |                              |                              |
| 2.                           | 13.12.1989                   | Londyn                       | Anglia                       | 1:2                          | 0                            | towarzyski                   |
| Macedonia                    |                              |                              |                              |                              |                              |                              |
| 1994                         |                              |                              |                              |                              |                              |                              |
| 1.                           | 12.10.1994                   | Skopje, Macedonia            | Hiszpania                    | 0:2                          | 0                            | el. ME 1996                  |
| 1995                         |                              |                              |                              |                              |                              |                              |
| 2.                           | 06.09.1995                   | Skopje, Macedonia            | Armenia                      | 1:2                          | 0                            | el. ME 1996                  |
| 3.                           | 11.10.1995                   | Limassol, Cypr               | Cypr                         | 1:1                          | 0                            | el. ME 1996                  |
| 1996                         |                              |                              |                              |                              |                              |                              |
| 4.                           | 27.03.1996                   | Prilep, Macedonia            | Malta                        | 1:0                          | 0                            | towarzyski                   |
| 1999                         |                              |                              |                              |                              |                              |                              |
| 5.                           | 05.09.1999                   | Belgrad, Jugosławia          | Jugosławia                   | 1:3                          | 0                            | el. ME 2000                  |
| 6.                           | 08.09.1999                   | Skopje, Macedonia            | Jugosławia                   | 2:4                          | 0                            | el. ME 2000                  |
| 7.                           | 09.10.1999                   | Skopje, Macedonia            | Irlandia                     | 1:1                          | 0                            | el. ME 2000                  |
| 2000                         |                              |                              |                              |                              |                              |                              |
| 8.                           | 03.09.2000                   | Bratysława, Słowacja         | Słowacja                     | 0:2                          | 0                            | el. MŚ 2002                  |

## Kariera trenerska
Po zakończeniu kariery piłkarskiej Savevski został trenerem. W 2001 roku krótko prowadził AEK Ateny, a następnie został szkoleniowcem cypryjskiego Apollonu Limassol i pracował w nim do 2002 roku. Wtedy też odszedł do Omonii Nikozja. W 2003 roku wywalczył z Omonią mistrzostwo i Superpuchar Cypru. W Omonii pracował do 2004 roku. W latach 2004–2011 pracował w AEK i prowadził drużyny młodzieżowe.